# Нечётный воин
«Нечётный воин» — музыкальный проект, спродюсированный рок-группой «Би-2», созданный в 2005 году для записи и издания песен поэта и композитора Михаила Карасёва — постоянного автора «Би-2». На данный момент в рамках проекта издано восемь альбомов («Нечётный воин», «Нечётный воин 2», «Нечётный воин 2,5», «Нечётный воин 3», «Нечётный воин 4. Часть 2. Retro Edition», «Нечётный воин 4. Часть 1», «Нечётный воин 5», «Нечётный воин 6») и четыре сингла («Медленная звезда», «Далеко», «Ты и я», «Касаясь земли»).

## История
В дебютный одноимённый сборник вошли многие песни, которые Михаил Карасёва исполнял в составе музыкальной группы из Бобруйска «Солнечная сторона». По мнению Бориса Барабанова является не детищем самой группы Би-2, а авторским альбомом Михаила Карасева. По мнению Бориса Барабанова за исключением давшей название альбому песни (которую он оценил отрицательно как «мегаломанский бред») весь альбом написан в стиле группы Би-2. Песни из альбома исполняли 15 известных российских музыкантов в стиле рок, среди которых Лева и Шура. Песню «Медленная звезда» исполняла Диана Арбенина, а «Слушая ветер» Ольга Петрыкина. При этом в альбоме использованы духовые и струнные инструменты, а также используется «электронное шушуканье», трип-хоп и босанова.
К записи песен привлекаются различные рок-музыканты. 

## Дискография
Альбомы
- «Нечётный воин» (2005)
- «Нечётный воин 2» (2008)
- «Нечётный воин 2,5» (2011)
- «Нечётный воин 3» (2013)
- «Нечётный воин 4. Часть 2. Retro Edition» (2019)
- «Нечётный воин 4. Часть 1» (2020)
- «Нечётный воин 5» (2023)
- «Нечётный воин 6» (2025)

Синглы
- «Медленная звезда» (2005)
- «Далеко» (2012)
- «Ты и я» (2013)
- «Касаясь земли» (2013)
- «Унисон» (2019)
- «Паганини в метро» (2020)
- «Двенадцать» (2020)
- «Снег на Новый год» (2022)
- «Титаник» (2024)
- «Где ты был, спросила птица» (2024)